# Джуелл (Канзас)
Джуелл (англ. Jewell) — місто (англ. city) в США, в окрузі Джуелл штату Канзас. Населення — 370 осіб (2020).

## Географія
Джуелл розташований за координатами 39°40′18″ пн. ш. 98°9′8″ зх. д. / 39.67167° пн. ш. 98.15222° зх. д. (39.671595, -98.152221).  За даними Бюро перепису населення США в 2010 році місто мало площу 1,10 км², уся площа — суходіл.

## Демографія
Згідно з переписом 2010 року, у місті мешкали 432 особи в 208 домогосподарствах у складі 113 родин. Густота населення становила 391 особа/км².  Було 251 помешкання (227/км²).
Расовий склад населення:
| - 93,8 % — білих - 1,9 % — корінних американців - 0,2 % — азіатів |

До двох чи більше рас належало 3,9 %. Частка іспаномовних становила 5,6 % від усіх жителів.
За віковим діапазоном населення розподілялося таким чином: 21,5 % — особи молодші 18 років, 52,8 % — особи у віці 18—64 років, 25,7 % — особи у віці 65 років та старші. Медіана віку мешканця становила 49,2 року. На 100 осіб жіночої статі у місті припадало 103,8 чоловіків;  на 100 жінок у віці від 18 років та старших — 97,1 чоловіків також старших 18 років.
Середній дохід на одне домашнє господарство  становив 43 744 долари США (медіана — 37 500), а середній дохід на одну сім'ю — 54 391 долар (медіана — 43 571). За межею бідності перебувало 12,0 % осіб, у тому числі 16,2 % дітей у віці до 18 років та 12,5 % осіб у віці 65 років та старших.
Цивільне працевлаштоване населення становило 223 особи. Основні галузі зайнятості: освіта, охорона здоров'я та соціальна допомога — 27,4 %, виробництво — 13,0 %, роздрібна торгівля — 9,9 %.